# Форсберг, Филип
Карл Филип Антон Форсберг (швед. Carl Filip Anton Forsberg; род. 13 августа 1994, Эстервола, лен Уппсала, Швеция) — шведский профессиональный хоккеист, левый нападающий клуба НХЛ «Нэшвилл Предаторз». Чемпион мира 2018 года.

## Профессиональная карьера

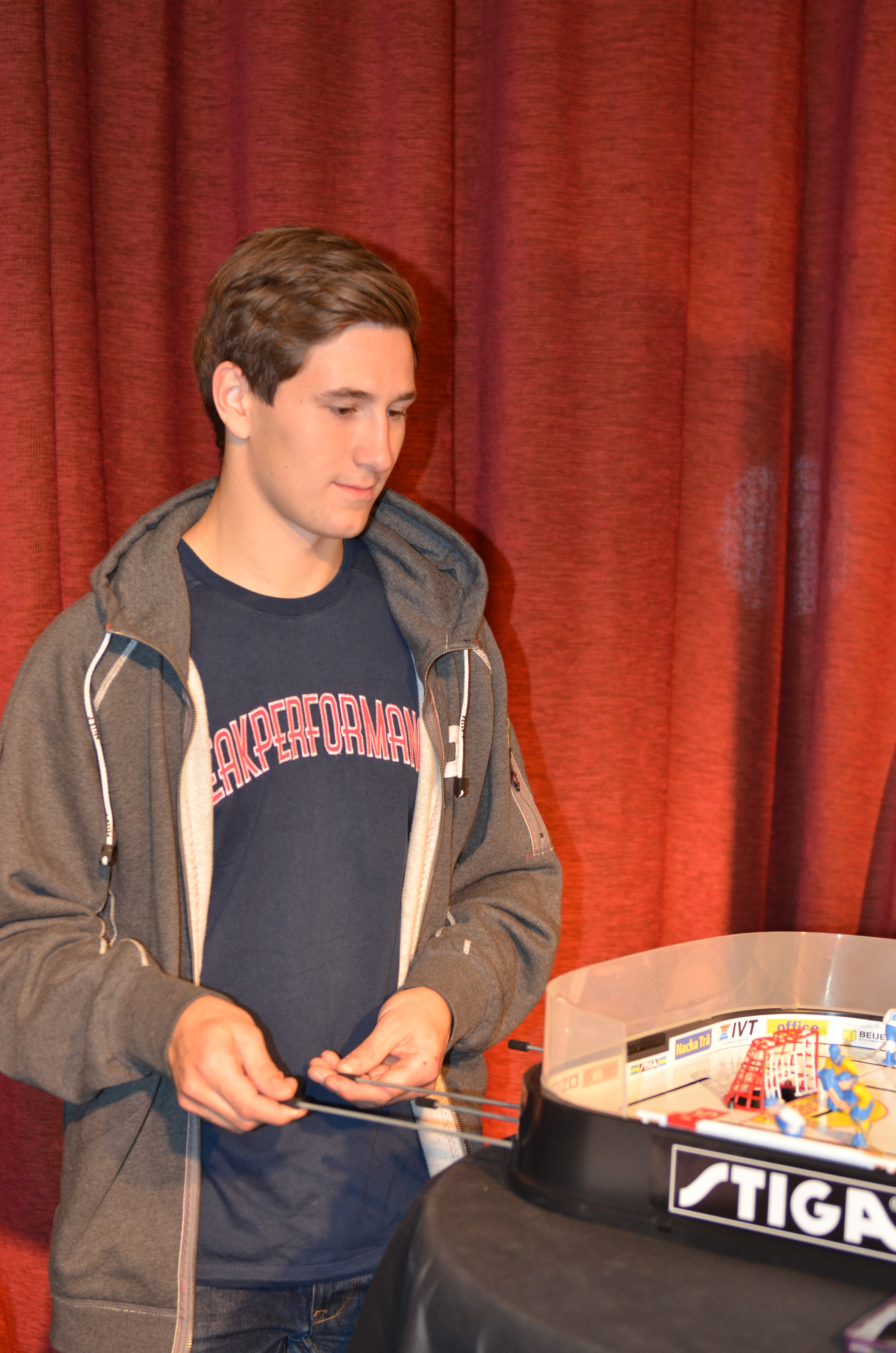
Филип Форсберг в 2012 году

В итоговом рейтинге Центрального скаутского бюро Форсберг стал европейским форвардом с наивысшим рейтингом, доступным для драфта НХЛ 2012 года. На этом же драфте был выбран командой «Вашингтон Кэпиталз» под общим 11-м номером. 13 июля 2012 года, посещая лагерь новичков «Кэпиталз», он подписал с ними трёхлетний контракт начального уровня.
Форсберг был возвращён в свой бывший клуб «Лександс ИФ» в аренду на сезон 2012/13. Он снова улучшил свои результаты в третьем сезоне подряд и закончил с 33 очками в 38-х играх, что помогло Лександу получить повышение и вернуться в Шведскую хоккейную лигу в следующем сезоне.

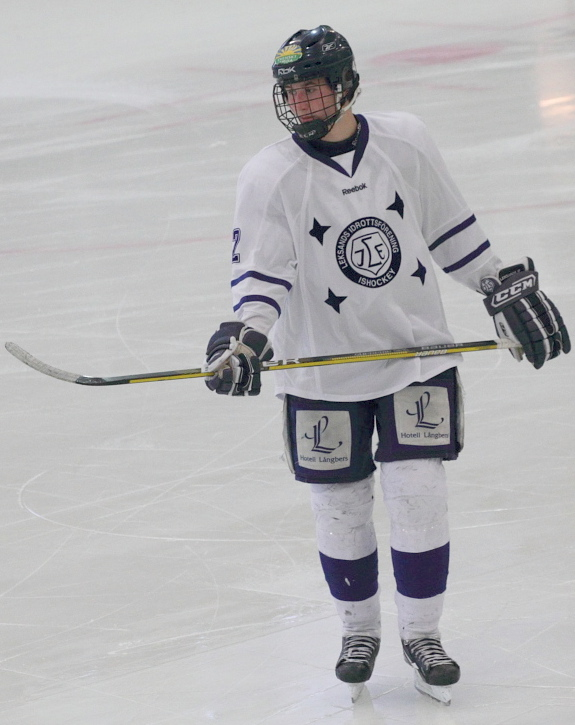
Филип Форсберг в составе «Лександа» в 2010 году

### Нэшвилл Предаторз
4 апреля 2013 года был обменян в «Нэшвилл Предаторз» на форвардов Мартина Эрата и Майкла Латта. После окончания сезона в Швеции завершился, Форсберг был отозван из аренды. 14 апреля 2013 года, в конце сокращённого из-за локаута сезона 2012/13, Форсберг дебютировал в НХЛ в матче против «Детройт Ред Уингз», став третьим самым молодым игроком в истории команды из Теннесси. 23 апреля швед набрал своё первое очко в НХЛ, отдав результативную передачу в матче против «Ванкувер Кэнакс».
8 октября 2013 года Филип забил первый гол в НХЛ в матче против «Миннесоты Уайлд» вратарю Никласу Бекстрёму. После 11 матчей в составе «хищников» на старте сезона, в которых набрал 5 (1+4) очков, он был отправлен в фарм-клуб «Предаторз» в АХЛ — «Милуоки Эдмиралс». За «адмиралов» провёл 47 матчей, в которых набрал 34 (15+19) очков в регулярном сезоне, а также 3 матча с 2 (1+1) очками в плей-офф.
В сезоне 2014/15 стал лучшим бомбардиром и снайпером команды в регулярном чемпионате, набрав в 82 встречах 63 (26+37) очков. 22 января 2015 года Форсберг был включён в участники Матча всех звёзд НХЛ 2015 года в Колумбусе, заменив Евгения Малкина из «Питтсбург Пингвинз», который выбыл из-за травмы. «Предаторз» смогли занять третье место в Западной конференции, но команда в первом раунде уступила «Чикаго Блэкхокс» в 6-и матчах. Форсберг стал лучшим бомбардиром команды, набрав в 6-и матчах 6 (4+2) очков. В плей-офф Кубка Стэнли 2015 года Форсберг стал самым молодым игроком «хищников», забившим гол в плей-офф в истории франшизы. Также нападающий оформил первый хет-трик в плей-офф в истории франшизы. По окончании сезона он был включён в команду новичков в плей-офф сезона 2014/15.
В сезоне 2015/16 швед вновь стал лучшим бомбардиром и снайпером команды в регулярном чемпионате, набрав 64 (33+31) очка в 82 встречах. Его 33 гола повторили рекорды франшизы «Хищников» по голам за сезон. В феврале 2016 года он оформил два естественных хет-трика за четыре дня, что является самым коротким периодом времени между естественными хет-триками с сезона 1987/88. Он стал самым молодым игроком «Предаторз», сделавшим хет-трик в регулярном сезоне. Помимо этого, Форсберг стал первым игроком в истории «Хищников», сделавшим несколько хет-триков за один сезон. Однако в плей-офф он смог набрать лишь 4 (2+2) очка в 14 матчах, а «Предаторз», прошедшие впервые с 2012 года первый раунд, вылетели из розыгрыша Кубка Стэнли, проиграв «Сан-Хосе Шаркс» в 7-и матчах.

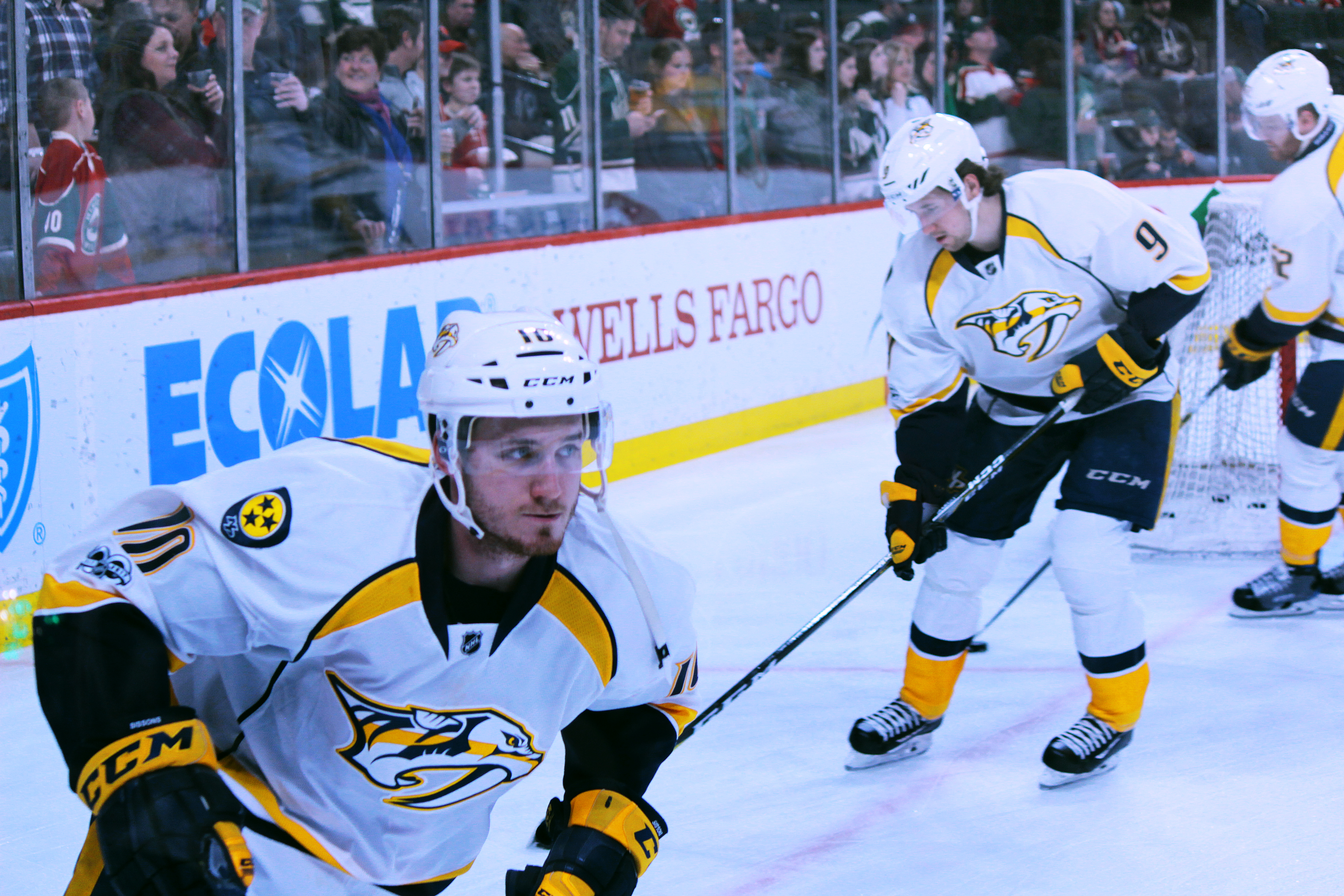
Филип Форсберг (справа) и Колтон Сиссонс (слева) в 2017-м году

По окончании контракта новичка летом 2016 года заключил с «Нэшвиллом» 6-летний контракт на общую сумму $ 36 млн. В конце февраля 2017 года Форсберг оформил два хет-трика подряд в матчах с «Калгари Флэймз» и «Колорадо Эвеланш», что сделало его первым игроком в истории команды и первым игроком НХЛ за более чем семь лет, которому покорилось данное достижение. В сезоне 2016/17 он стал главным снайпером команды, наряду с другим шведом Виктором Арвидссоном, забив 31 гол в 82 встречах. Также Филип стал главным бомбардиром и снайпером своей команды в плей-офф, набрав в 22 встречах 16 (9+7) очков. Старания Форсберга помогли «Нэшвилл Предаторз» выйти впервые в истории франшизы в Финал Кубка Стэнли.
Перед сезоном 2017/18 Форсберг был назначен ассистентом капитана Романа Йоси вместе с Маттиасом Экхольмом и Райаном Джохансеном. 30 декабря 2017 года Хищники поместили Филипа Форсберга в резерв с нераскрытой травмой. На этом его серия из 325 сыгранных подряд игр (регулярный сезон и плей-офф) подошла к концу. Несмотря на травму Форсберг стал лучшим бомбардиром своей команды, набрав в 67 встречах 64 (26+38) очка. Это помогло «хищникам» впервые в истории стать обладателями Президентского Кубка. Нападающий вновь стал лучшим бомбардиром своей команды в плей-офф, набрав в 13 матчах 16 (7+9) очков, но «Предаторз» уступили «Виннипег Джетс» во втором раунде в семи матчах.
В сезоне 2018/19 набрал в 64-х встречах 50 (28+22) очков, но в плей-офф набрал лишь 2 (1+1) очка, а «Нэшвилл», занявший первое место в Центральном Дивизионе, уступил уже в первом раунде «Даллас Старз» в шести матчах.

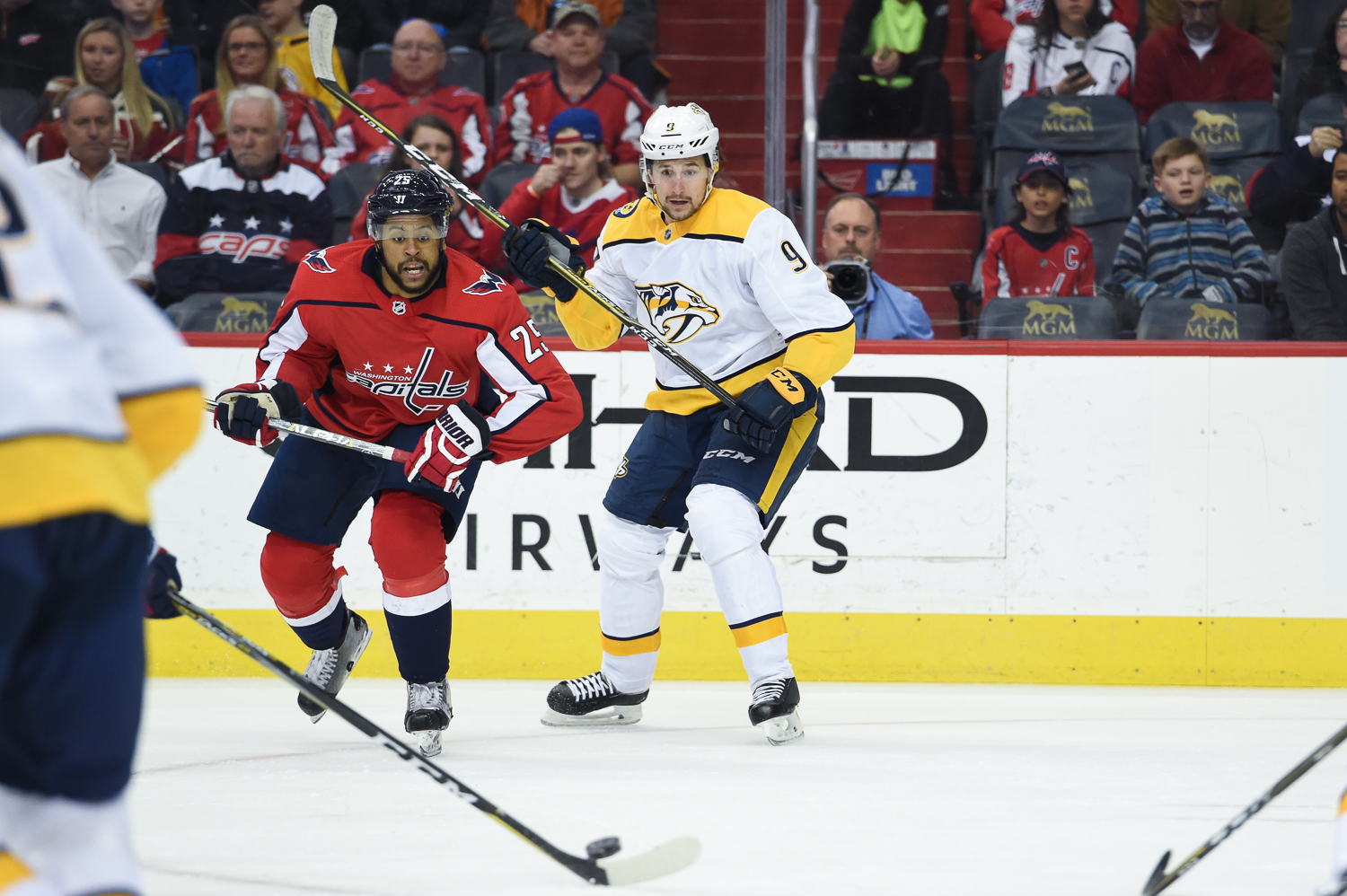
Форсберг и Деванте Смит-Пелли в 2018 году

14 января 2020 года в матче против «Эдмонтон Ойлерз» швед стал вторым игроком в истории НХЛ, забившим гол в стиле лакросс, после Андрея Свечникова из «Каролины Харрикейнз». В сезонах 2019/20 и 2020/21 стал лучшим бомбардиром среди нападающих «Предаторз», набрав 48 и 32 очка соответственно, уступив в общем зачёте лишь защитнику Роману Йоси.
Сезон 2021/22 начал с 7 (4+3) очков в 9-и матчах, но после получил травму верхней части тела и выбыл на 3 недели. По возвращении оформил дубль в ворота Робина Ленёра из «Вегас Голден Найтс», а уже в через неделю оформил свой первый покер в карьере в матче против «Коламбус Блю Джекетс», забив все 4 шайбы с передач Микаэля Гранлунда. 19 марта 2022 года в игре против «Торонто Мейпл Лифс» забросил 211-ю шайбу в лиге, став самым главным снайпером в истории «хищников». Помимо этого, по окончании сезона, Форсберг установил собственные личные рекорды по очкам (84), голам (42) и передачам (42).
В июле 2022 года переподписал контракт с «Предаторз» на 8 лет на общую сумму $ 68 млн. По ходу сезона 2022/23 после неудачного хита Ристолайнена в голову получил травму и пропустил остаток сезона. «Предаторз» из-за травм лидеров провели распродажу на дедлайне, обменяв Экхольма, Гранлунда, Нидеррайтера, Жанно и впервые за 9 сезонов не попал в плей-офф.
Перед сезоном 2023/24 в команде сменился главный тренер и генеральный менеджер «хищников» — Эндрю Брюнетт встал на тренерский мост, а на пост менеджера Барри Троц. Привычные партнёры Форсберга по звену покинули команду: Дюшен был выкуплен, а Джохансен обменян в «Колорадо».  В новом сезоне Форсберг выступал в звене с Райаном О'Райли и Густавом Нюквистом. В декабре 2023 года Форсберг принёс «Нэшвиллу» 2 победы подряд за счёт голов на 1-й минуте овертайма, что стало 4-м случаем в истории лиги. В феврале 2024 года швед обошёл Дэвида Легуанда по набранным очкам за команду, став 2-м бомбардиром команды, уступая лишь Роману Йоси. В конце марта Филип стал первым игроком, который дважды смог забить за «хищников» более 40 голов за сезон. За март 2024 года был назван третьей звездой месяца в НХЛ, а сами «Предаторз» одержали серию из 18 матчей подряд с набранными очками. 12 апреля оформил хет-трик в матче против «Блэкхокс», побив рекорд Дюшена по голам за сезон в составе «хищников». Также Форсберг стал лишь третьим шведским игроком, у которого 10 и более хет-триков. Всего в сезоне 2023/24 у Форсберга были рекордные показатели в карьере: 48 голов, 46 передач и 94 очка. 

## Международная карьера
Форсберг блестяще выступил как на турнире памяти Ивана Глинки в 2011 году в Бржецлаве, так и на чемпионате мира среди юношей до 18 лет в Брно, где он завоевал серебряные медали со сборной Швеции. На чемпионате мира среди юниоров в Брно он также был назван лучшим нападающим турнира.
На МЧМ-2012 стал чемпионом в составе молодёжной сборной Швеции.
В 2015 на чемпионате мира стал главным снайпером и третьим бомбардиром в составе сборной Швеции, набрав 9 (8+1) очков, которая заняла лишь пятое место на турнире.
В марте 2016 года Форсберг был включён в состав сборной Швеции по хоккею с шайбой на Кубок Мира 2016. За 4 матча набрал 2 (1+1) очка, а шведы заняли третье место на турнире.
На чемпионате мира 2018 года забросил победный буллит в ворота сборной Швейцарии в финальном матче.

## Личная жизнь
Форсберг родился у Карины Дальберг и Патрика Форсберга. При рождении его звали Карл Филип Антон Форсберг, хотя обычно его называют по второму имени. У него есть младший брат Фредрик Форсберг, который играет в хоккей в организации БИК Карлскуга. Братья не имеют никакого отношения к представителю Зала хоккейной славы Петеру Форсбергу (Фоппа) или голкиперу Антону Форсбергу.
Филип Форсберг является болельщиком футбольного «Ливерпуля».

## Статистика
| Легенда | Легенда                    | Легенда | Легенда                   | Легенда | Легенда    |
| ------- | -------------------------- | ------- | ------------------------- | ------- | ---------- |
| И       | Количество проведённых игр | Штр     | Штрафное время            | +/−     | Плюс-минус |
| Г       | Голы                       | П       | Голевые передачи          | О       | Очки       |
| -       | Статистика неизвестна      | —       | Статистика не учитывалась |         |            |

## Награды и достижения
| НХЛ                                               | НХЛ         |
| ------------------------------------------------- | ----------- |
| Новичок месяца                                    | Ноябрь 2014 |
| Участник Матча всех звёзд НХЛ                     | 2015        |
| Международные                                     |             |
| Лучший форвард юниорского чемпионата мира         | 2012        |
| Символическая сборная молодёжного чемпионата мира | 2013, 2014  |
| Лучший форвард                                    | 2014        |
| Самый ценный игрок молодёжного чемпионата мира    | 2014        |

- Серебряный призёр юниорского чемпионата мира (U18): 2011, 2012
- Чемпион мира среди молодёжных сборных (U20): 2012
- Серебряный призёр чемпионата мира среди молодёжный сборных (U20): 2013, 2014